# Vecteur ligne
Cet article court présente un sujet plus développé dans : Matrice (mathématiques).
En algèbre linéaire, un vecteur ligne (ou une matrice ligne) est une matrice possédant une ligne et p colonnes. Elle s'écrit donc
{\displaystyle \left[{\begin{matrix}x_{1}&x_{2}&\dots &x_{p}\end{matrix}}\right]}.
Les points de suspension indiquent une suite de coefficients, indexés par les entiers allant de 1 à p. Les matrices suivantes sont des vecteurs ligne à coefficients dans le corps des nombres complexes (le premier est même à coefficients dans l'anneau des entiers relatifs) :
{\displaystyle \left({\begin{matrix}12&0&-67&13\end{matrix}}\right)~,}
{\displaystyle \left({\begin{matrix}i&1+i&2+i&3+i&4+i&5+i\end{matrix}}\right)~.}
La transposée d'une matrice ligne est une matrice colonne. L'ensemble des matrices colonne à coefficients dans un corps K, muni de l'addition vectorielle et la multiplication par un scalaire, forme un espace vectoriel sur K. La multiplication d'un vecteur ligne par un vecteur colonne est une matrice de taille (1,1), et se réduit donc à un seul coefficient. Une matrice ligne est souvent identifiée à une forme linéaire sur un espace vectoriel. Alors, faire le produit d'une matrice ligne par une matrice colonne correspond à appliquer la forme linéaire au vecteur associé à la matrice colonne.